# (8640) Ritaschulz
(8640) Ritaschulz est un astéroïde de la ceinture principale.

## Description
(8640) Ritaschulz est un astéroïde de la ceinture principale. Il fut découvert le 6 novembre 1986 à la station Anderson Mesa par Edward L. G. Bowell. Il présente une orbite caractérisée par un demi-grand axe de 2,75 UA, une excentricité de 0,14 et une inclinaison de 5,5° par rapport à l'écliptique.

## Compléments